# Zeche Pafaba
Die Zeche Pafaba ist ein ehemaliges Steinkohlenbergwerk in Durchholz (Nordrhein-Westfalen). Das Bergwerk war eine Kleinzeche und war auch unter dem Namen Zeche Kehlberg bekannt. Besitzer dieser Zeche war zunächst die Papierfabrik Baienfurt (Papier-Fabrik Baienfurt), später übernahm die Bergbau Union GmbH das Bergwerk.

## Bergwerksgeschichte
Das Bergwerk wurde im Jahr 1952 in Betrieb genommen. Die Papierfabrik Baienfurt nutzte diese Kleinzeche als Nachfolgebetrieb der stillgelegten Kleinzeche Muthe. Der Abbau wurde im Grubenfeld der Zeche Elisabethenglück getätigt. Im Jahr 1955 waren zwei Schächte vorhanden, ein Förderschacht und ein Wetterschacht. Der Förderschacht reichte bis ins Flöz Wasserbank, der Wetterschacht reichte bis ins Flöz Dreckbank. Vom 11. August bis zum 27. Oktober des Jahres 1957 war das Bergwerk außer Betrieb. Am 28. Oktober desselben Jahres kam es zu einem Besitzerwechsel, neuer Besitzer wurde die Kehlberg GmbH. Am 31. August des Jahres 1965 wurde die Förderung auf dem Bergwerk eingestellt. Am 30. September desselben Jahres wurde die Zeche Pafaba stillgelegt.

## Förderung und Belegschaft
Die ersten Förder- und Belegschaftszahlen stammen aus dem Jahr 1952, in diesem Jahr waren 24 Bergleute auf der Zeche beschäftigt, die eine Förderung von 2502 Tonnen Steinkohle erbrachten. Im Jahr 1955 wurden 6515 Tonnen Steinkohle gefördert, die Belegschaftszahl lag bei 17 Beschäftigten. Die maximale Förderung wurde im Jahr 1956 erbracht, mit 15 Beschäftigten wurden 6860 Tonnen Steinkohle gefördert. Im Jahr 1960 waren 15 Beschäftigte auf dem Bergwerk, die Förderung betrug 4444 Tonnen Steinkohle. Die letzten Förder- und Belegschaftszahlen stammen aus dem Jahr 1964, als mit zwölf Beschäftigten 4244 Tonnen Steinkohle gefördert wurden.